# Antherina suraka
Antherina suraka este o specie de molie din familia Saturniidae. Este răspândit în Madagascar și Mayotte.

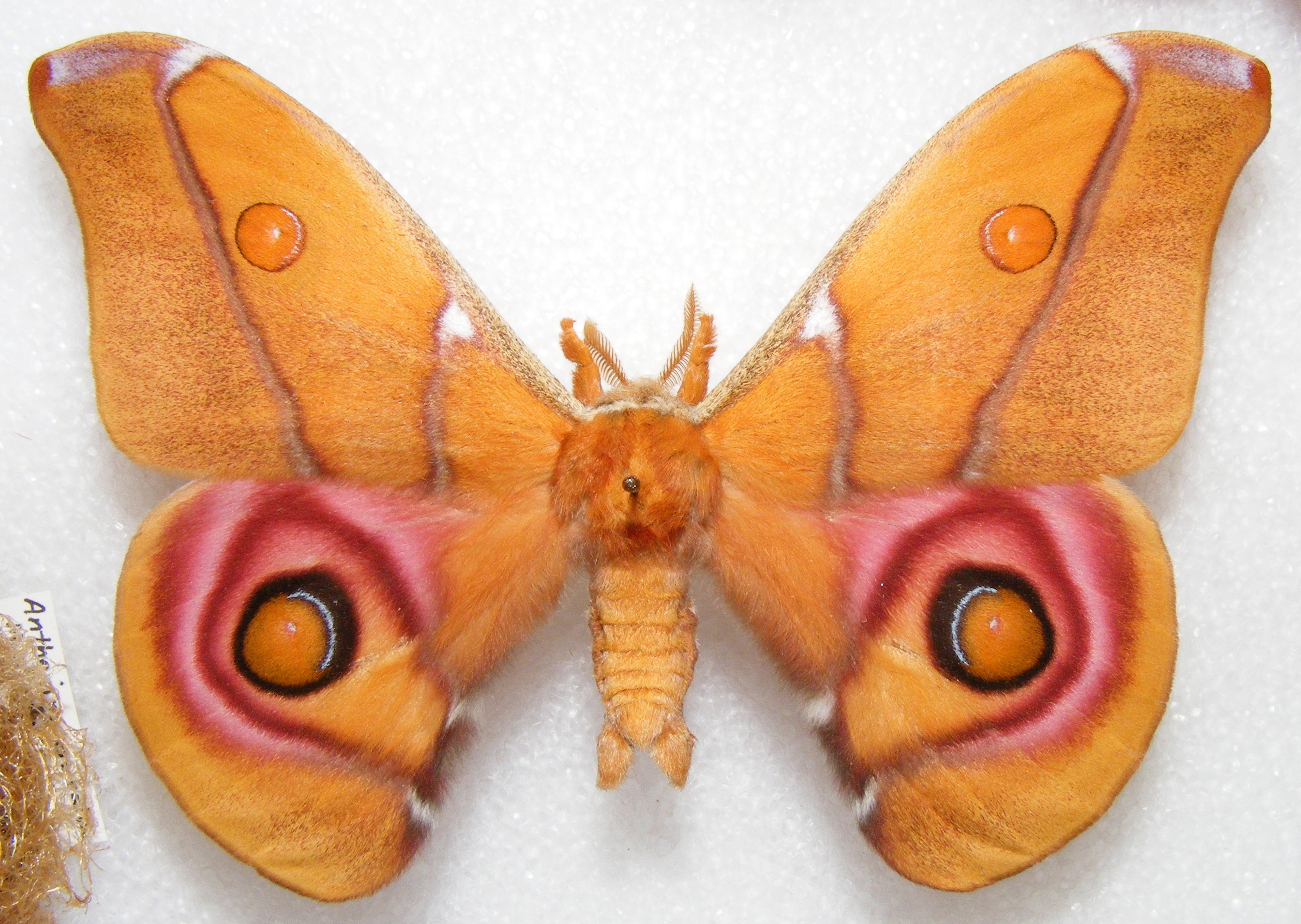
Antherina suraka suraka

## Subspecii
- Antherina suraka suraka (Madagascar)
- Antherina suraka comorana (Mayotte)